# Faucoucourt
Faucoucourt és un municipi francès situat al departament de l'Aisne i a la regió dels Alts de França. L'any 2007 tenia 305 habitants.

## Demografia

### Població
El 2007 la població de fet de Faucoucourt era de 305 persones. Hi havia 112 famílies de les quals 20 eren unipersonals (16 homes vivint sols i 4 dones vivint soles), 40 parelles sense fills, 40 parelles amb fills i 12 famílies monoparentals amb fills.
La població ha evolucionat segons el següent gràfic:
Habitants censats

### Habitatges
El 2007 hi havia 128 habitatges, 115 eren l'habitatge principal de la família, 7 eren segones residències i 6 estaven desocupats. 120 eren cases i 8 eren apartaments. Dels 115 habitatges principals, 81 estaven ocupats pels seus propietaris, 31 estaven llogats i ocupats pels llogaters i 3 estaven cedits a títol gratuït; 4 tenien dues cambres, 16 en tenien tres, 33 en tenien quatre i 62 en tenien cinc o més. 95 habitatges disposaven pel capbaix d'una plaça de pàrquing. A 57 habitatges hi havia un automòbil i a 53 n'hi havia dos o més.

### Piràmide de població
La piràmide de població per edats i sexe el 2009 era:
| Homes | Edats   | Dones |
| ----- | ------- | ----- |
| 0     | 95 o +  | 0     |
| 0     | 90 a 94 | 0     |
| 4     | 85 a 89 | 0     |
| 0     | 80 a 84 | 8     |
| 0     | 75 a 79 | 0     |
| 0     | 70 a 74 | 12    |
| 8     | 65 a 69 | 4     |
| 4     | 60 a 64 | 12    |
| 4     | 55 a 59 | 4     |
| 8     | 50 a 54 | 0     |
| 12    | 45 a 49 | 12    |
| 12    | 40 a 44 | 8     |
| 12    | 35 a 39 | 0     |
| 24    | 30 a 34 | 20    |
| 0     | 25 a 29 | 16    |
| 4     | 20 a 24 | 8     |
| 4     | 15 a 19 | 8     |
| 16    | 10 a 14 | 12    |
| 12    | 5 a 9   | 4     |
| 12    | 0 a 4   | 20    |

## Economia
El 2007 la població en edat de treballar era de 201 persones, 152 eren actives i 49 eren inactives. De les 152 persones actives 134 estaven ocupades (76 homes i 58 dones) i 18 estaven aturades (8 homes i 10 dones). De les 49 persones inactives 16 estaven jubilades, 18 estaven estudiant i 15 estaven classificades com a «altres inactius».

### Ingressos
El 2009 a Faucoucourt hi havia 117 unitats fiscals que integraven 316,5 persones, la mediana anual d'ingressos fiscals per persona era de 18.152 €.

### Activitats econòmiques
Dels 7 establiments que hi havia el 2007, 5 eren d'empreses de construcció, 1 d'una empresa de transport i 1 d'una empresa immobiliària.
Dels 3 establiments de servei als particulars que hi havia el 2009, 2 eren paletes i 1 lampisteria.
L'any 2000 a Faucoucourt hi havia 5 explotacions agrícoles.

## Equipaments sanitaris i escolars
El 2009 hi havia una escola elemental integrada dins d'un grup escolar amb les comunes properes formant una escola dispersa.

## Poblacions més properes
El següent diagrama mostra les poblacions més properes.